# 美術部シリーズ
『美術部シリーズ』（びじゅつぶシリーズ）は、なかがわらみかによる読み切り漫画作品群。『秀流（しゅうる）高校美術部シリーズ』とも。1995年に秋田書店のホラー漫画雑誌『サスペリア』（現『サスペリアミステリー』）に掲載された。1995年を境に、いわゆる耽美系からポップ系へと画風が変わった作者の絵柄の変遷が顕著に表れているシリーズである。

## 概要
秀流（しゅうる）高校の個性的な美術部員たちが繰り広げる、ドタバタ青春ホラー。ギャグとブラックユーモアの要素が強く、必ずホラー的な展開になる。学校の制服は、男子は学ラン、女子はセーラー服である。

## 登場人物
桐島部長（きりしまぶちょう）
美術部の部長。男性。明るい髪の色。美人しか絵のモデルにしない。女好き。
津久美（つくみ）
美術部の幽霊部員（実際に幽霊な訳ではない）。男性。桐島と同学年。黒くて短い髪。どんな美人もゲテモノに描いてしまう、グロテスクな画風の持ち主。ぶっきらぼうで淡白な性格。実は家が大金持ちで、もの凄く広い屋敷に住んでいる。桐島とは腐れ縁的な仲。展開上、二人の意図ではないが桐島と抱き合う場面が多い（幽霊に取り憑かれる、宇宙人の体内に取り込まれた津久美を桐島が助ける等）。
副部長（ふくぶちょう）
美術部の副部長。女性。桐島と同学年。眼鏡をかけていて、太っている。真面目に部活動をしない桐島たちを注意する。ホラー的展開に巻き込まれて負傷することが多いが、不死身である。
麻宮（まみや）
美術部員。男性。桐島たちの後輩で、白須賀・愛佐と同学年。ショートヘアで、女性的な顔立ちをしている。一見、天真爛漫だが、実はダークな面を併せ持っている。
白須賀（しらすが）
美術部員。男性。桐島たちの後輩で、麻宮・愛佐と同学年。つり目で、髪を逆立てている。八重歯。コミカルな場面では何故か口が猫のようになることが多い。気は優しい。
愛佐（あいさ）
美術部員。桐島たちの後輩で、麻宮・白須賀と同学年。ツインテールの美少女。何かと部員の事を気にかける。
梶谷先生（かじやせんせい）
美術部の顧問。男性。常にマスクをしている。当初は眼鏡をかけていたが、シリーズの後半ではかけていない。多趣味で、霊視や気功ができる。学校のホラー的秘密を色々知っている。
保健室の先生（ほけんしつのせんせい）
保健室にいる美人な女性の先生。白衣でロングヘア。桐島と津久美の絵のモデルになり、二枚とも美術展に展示されたが、桐島は極端に美人に、津久美は目がいくつもある化け物に描いたため、誰もその二枚の絵が同じモデルだと気付かなかった。